# Celestí Mas i Abat
Celestí Mas i Abat (Igualada, 6 d'abril de 1819 - Cardona, març de 1883) va ser un advocat, escriptor i polític català.
Estudià a la Universitat de Cervera el 1829 i posteriorment es va llicenciar en lleis a la Universitat de Barcelona, on va exercir. Milità en la Unió Liberal i fou alcalde d'Igualada. L'any 1837 va concebre el projecte de portar a Igualada aigua del riu Segre des de l'alçada de Ponts. Va obtenir la concessió el 8 de març de 1841, però era un projecte molt car i alguns igualadins influents de l'època s'hi van oposar.
Fou diputat a Corts en diverses eleccions des de 1846 pel districte d'Igualada, aconseguint per a Igualada el títol de "Leal y Denodada" per la lleialtat a la monarquia, i el títol de "Molt Il·lustre" per a l'ajuntament. El 7 de febrer de 1852 fou nomenat alcalde d'Igualada. Durant el seu mandat va transformar el camí que vorejava la muralla en una via ampla i es realitzà el passeig de la Princesa, actualment anomenat passeig de les Cabres. L'any 1852 va ordenar traçar el plànol d'un ferrocarril que enllacés Igualada amb Sant Sadurní, amb un altre ramal de Martorell a Vallbona d'Anoia, i va pagar el cost d'aquest estudi.
Fou governador de la província de Toledo, governador de la província d'Alacant entre el 28 de gener de 1859 i el 5 de març de 1861, governador de la província de Granada, i intendent general de les Filipines. En les eleccions de 1864 i 1867 va ser diputat a Corts per la província de Tarragona. Va escriure diverses obres relacionades amb l'administració.
Va morir el mes de març de 1883 a Cardona.

## Obres publicades
- Guía El consultor de los alcaldes y ayuntamientos (1853)[1]
- El poder municipal (1856)[1]
- Manual del juez de paz y del alcalde en sus funciones judiciales (1859)[1]
- Diccionario jurídico administrativo (1858-64)
- Legislación de la época revolucionaria de España (1871)[1]
- El libro de los jueces municipales (1879)[1]
- Diccionario general de la legislación española civil y penal, conónica, administrativa y marítima (1879)[1]